# Züsedom
Züsedom este o comună din landul Mecklenburg-Pomerania Inferioară, Germania.